# تعداد الولايات المتحدة 1800
هو ثاني تعداد للسكان أجري في الولايات المتحدة في تاريخ 4 أغسطس 1800م، بيانات هذا التعداد أصيبت بأضرار جسيمة في حريق عام 1921م، وهي واحدة من ثلاثة تعدادات لم تعد متوفرة اليوم.

## روابط إضافية
- Historic US Census data
- تعداد 1800: 1800 United States Census for Genealogy & Family History Research